# Pneumònia intersticial idiopàtica
En medicina, la pneumònia intersticial idiopàtica (PII) és un tipus de malaltia pulmonar parenquimal difusa (MPPD), també anomenada malaltia pulmonar intersticial (MPI). Hi ha set subtipus diferents de PII.

## Classificació histològica
La classificació pot ser complexa, i els esforços combinats dels clínics, radiòlegs i patòlegs poden contribuir a trobar un diagnòstic més específic.
La pneumònia intersticial idiopàtica es pot subclassificar, basant-se en l'aparença histològica, en els següents patrons:
| Histologia                                  | Correlacions clíniques                            |
| ------------------------------------------- | ------------------------------------------------- |
| Pneumònia intersticial descamativa (PID)    | PID                                               |
| Dany alveolar difús (DAD)                   | SDRA, PIA, TRALI                                  |
| Pneumònia intersticial no específica (PINS) | PINS                                              |
| Bronquiolitis respiratòria                  | MPI-BR                                            |
| Pneumònia intersticial usual (PIU)          | MVC, FPI, toxicitat de les drogues, pneumoconiosi |
| Pneumònia organitzant                       | Pneumònia organitzant criptogènica                |
| Pneumònia intersticial limfoide (PIL)       | PIL                                               |